# Араслангулов, Барий Кинзябулатович
Барий Кинзябулатович Араслангулов (26 февраля 1926, д. Старокалкашево — 6 октября 1996, с. Стерлибашево) —  советский государственный и партийный деятель, участник Великой Отечественной войны. Первый секретарь Стерлибашевского райкома КПСС (1973—1985). Делегат XXV съезда КПСС, депутат Верховного совета БАССР 9-го и 10-го созывов
.
Араслангулов Б.К. внес весомый вклад в развитие Стерлибашевского района Республики Башкортостан. Под его руководством было построено и введено в эксплуатацию множество объектов промышленного, сельскохозяйственного, социального, культурного и бытового назначения, объектов инженерной и транспортной инфраструктуры, объектов связи. Активно велось благоустройство и озеленение населенных пунктов.
Имя Араслангулова Б.К. носит улица в с. Стерлибашево, улица в д. Старый Калкаш, а также школа в д.Старый Калкаш. Ежегодно проводятся межрайонные спортивные соревнования по борьбе Куреш памяти Араслангулова Б.К.

## Биография
Родился 26 февраля 1926 года в деревне Старокалкашево Стерлитамакского кантона Башкирской АССР, ныне Стерлибашевского района Республики Башкортостан.
С 1941 по ноябрь 1943 года работает старшим счетоводом колхоза «Калкаш».
В ноябре 1943 года идет добровольцем на фронт. С 9 августа по 2 сентября 1945 г. в составе войск 1-го Дальневосточного фронта (25-я армия, 88-й стрелковый корпус, 258 стрелковая дивизия) принимает участие в боях за освобождение Корейского полуострова. Данная операция носила название Харбино-Гиринской наступательной операции и завершилась разгромом 34-й армии 17-го фронта. Араслангулов Б.К. выполнял задачи оперативной и войсковой разведки, получал сведения в тылу врага, а также осуществлял захват «языков», среди которых были японские офицеры. Участвуя в боевых действиях был ранен, но вернулся в строй. Награждён медалью «За освобождение Кореи», медалью «За победу над Японией». Демобилизован летом 1950 г. в звании старшины роты.
С февраля 1951 года по август 1952 года работает учителем Старокалкашевской школы. В это же время заочно заканчивает Стерлитамакское педагогическое училище.
В августе 1952 года назначен инструктором райкома КПСС. С 1952 по 1957 годы находится на партийной работе Стерлибашевского РК КПСС, избирается освобожденным секретарем парткома Стерлибашевского МТС.
С 1957 по 1961 годы обучается в Свердловской высшей партийной школе.
С 1961 года работает заведующим орготдела Стерлибашевского райкома КПСС, избирается вторым секретарем Стерлибашевского райкома КПСС.
В 1967 году заочно окончил экономический факультет Волгоградского сельхозинститута.
В марте 1967 года назначен председателем райисполкома Стерлибашевского райсовета.
В апреле 1973 года избран Первым секретарем Стерлибашевского райкома КПСС. В период руководства Араслангулова Б. К. активно возводятся объекты социальной инфраструктуры, транспортной инфраструктуры, инженерной инфраструктуры, развивается сельское хозяйство, ведется благоустройство и озеленение населенных пунктов. С 1973 по 1985 годы Стерлибашевский район был в числе лучших по производству продукции растениеводства и животноводства и неоднократно награждался переходящими Красными Знаменами обкома КПСС, Совета Министров Башкирской АССР.
В июле 1975 года избран депутатом Верховного совета БАССР 9-го созыва.
В феврале 1976 года избран делегатом XXV съезда КПСС.
В марте 1980 года избран депутатом Верховного совета БАССР 10-го созыва.
В ноябре 1985 года оставляет должность первого секретаря Стерлибашевского райкома партии.
В феврале 1986 года уходит на заслуженный отдых персональным пенсионером Союзного значения.
Коллегам запомнился внимательным, требовательным и принципиальным руководителем.

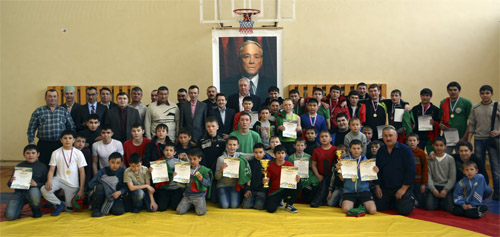
Участники и гости турнира по национальной борьбе куреш им. Б. К. Араслангулова

## Награды и звания
- два ордена Трудового Красного Знамени
- два ордена Знак Почета
- Орден Отечественной войны II степени
- Медаль «За победу над Японией»
- Медаль «За освобождение Кореи»
- Медаль «За доблестный труд в Великой Отечественной войне 1941—1945 гг.»
- Медаль «Ветеран труда»
- Медаль «За доблестный труд. В ознаменование 100-летия со дня рождения Владимира Ильича Ленина»
- Медаль «За освоение целинных земель»[9]

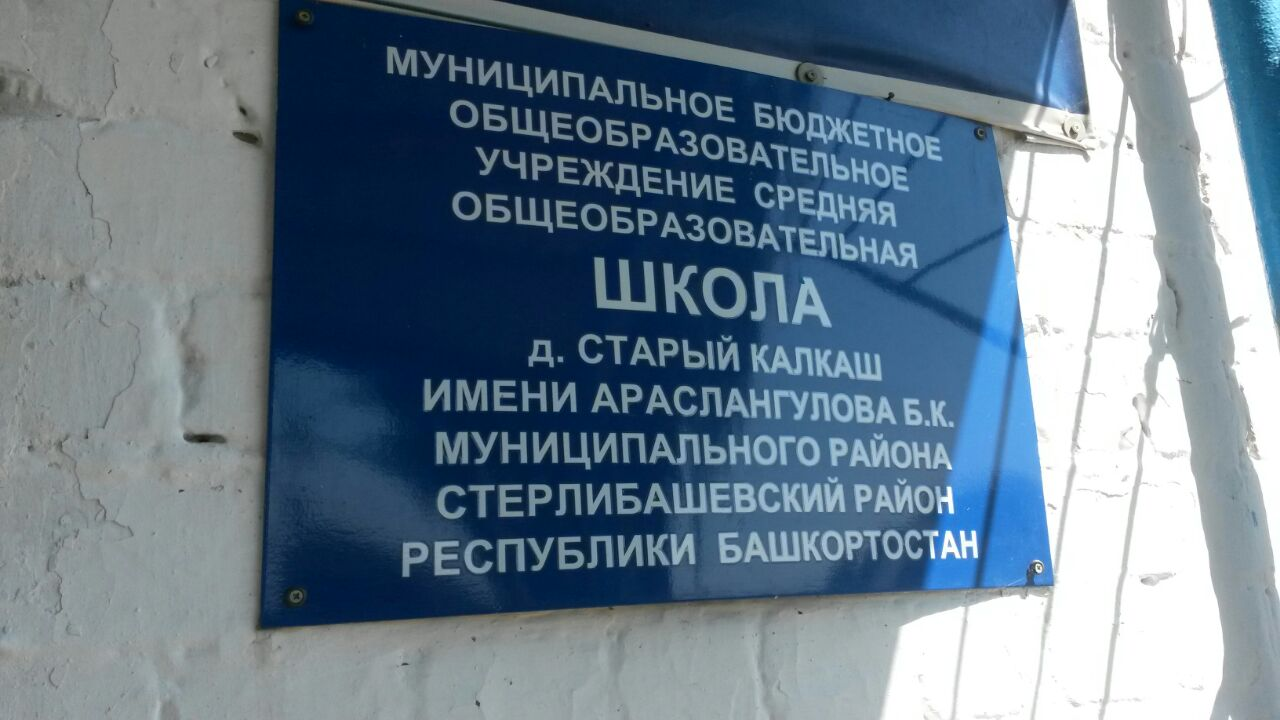
Мемориальная доска размещенная на фасаде школы им. Араслангулова Б.К. в д. Старый Калкаш

## Память
Именем Араслангулова Б.К. названы улицы в с. Стерлибашево и д. Старый Калкаш, названа школа в д.Старый Калкаш. С 1997 года проводятся районные соревнования по национальной борьбе «Куреш» среди учащихся как Стерлибашевского, так и близ лежащих районов Республики Башкортостан. С 1999 года турнир носит статус межрайонных соревнований.